# Stanisław Nowel
Stanisław Nowel (ur. 25 października 1946 w Gryzach) – polski nauczyciel i polityk, poseł na Sejm PRL IX kadencji.

## Życiorys
Syn Aleksandra i Henryki. Od 1970 uczył matematyki w Liceum Ogólnokształcącym w Olecku, gdzie w 1975 objął funkcję dyrektora, a w 1976 stanowisko miejsko-gminnego dyrektora szkół. Od 1984 do 1990 był dyrektorem I Liceum Ogólnokształcącego w Suwałkach, później został nauczycielem w Zespole Szkół Technicznych w Olecku. Działacz Związku Nauczycielstwa Polskiego.
W 1973 wstąpił do Polskiej Zjednoczonej Partii Robotniczej. Od 1981 do 1985 był I sekretarzem Komitetu Miasta i Gminy PZPR w Olecku. W latach 1985–1989 pełnił mandat posła na Sejm PRL IX kadencji w okręgu Suwałki. Zasiadał w Komisji Edukacji Narodowej i Młodzieży, Komisji Prac Ustawodawczych, Komisji Nadzwyczajnej do rozpatrzenia projektów ustaw zmieniających przepisy dotyczące rad narodowych i samorządu terytorialnego oraz w Komisji Nadzwyczajnej do rozpatrzenia projektu ustawy o zmianie Konstytucji Polskiej Rzeczypospolitej Ludowej. Otrzymał Brązowy Medal „Za zasługi dla obronności kraju”.
W 1993 kandydował na posła z ramienia Sojuszu Lewicy Demokratycznej w okręgu suwalskim. W wyborach samorządowych w 2002 uzyskał mandat radnego miasta Olecko z listy koalicji SLD – Unia Pracy. W wyborach samorządowych w 2006 bez powodzenia ubiegał się o reelekcję z ramienia Lewicy i Demokratów.
W 2007 uzyskał stopień doktora nauk humanistycznych w zakresie pedagogiki na Wydziale Pedagogiki i Psychologii Uniwersytetu w Białymstoku na podstawie pracy Nauczyciel matematyki jako przewodnik po świecie wartości. W 2011 został wykładowcą na kierunku pedagogika w Państwowej Wyższej Szkole Zawodowej w Suwałkach.